# جزيرة الفشت (ميدي)

تعديل مصدري - تعديل

جزيرة الفشت هي إحدى جزر مديرية ميدي التابعة لمحافظة حجة، بلغ تعداد سكانها 134 نسمة حسب تعداد اليمن لعام 2004.